# Maragondon
Maragondon (Bayan ng Maragondon) är en kommun i Filippinerna. Kommunen ligger på ön Luzon, och tillhör provinsen Cavite. Folkmängden uppgår till 35 289 invånare.

## Barangayer
Maragondon är indelat i 27 barangayer.
| - Caingin Pob. (Barangay III) - Bucal I - Bucal II - Bucal III A - Bucal III B - Bucal IV A - Bucal IV B - San Miguel A (Caputatan) - San Miguel B (Caputatan) - Garita I A - Garita I B - Mabato - Talipusngo - Pantihan I (Balayungan) - Pantihan II (Sagbat) - Pantihan III (Pook na Munti) - Pantihan IV (Pook ni Sara) | - Pinagsanhan A - Pinagsanhan B - Poblacion I A - Poblacion I B - Poblacion II A - Poblacion II B - Tulay Silangan - Layong Mabilog - Tulay Kanluran - Santa Mercedes (Patungan) |

## Bildgalleri

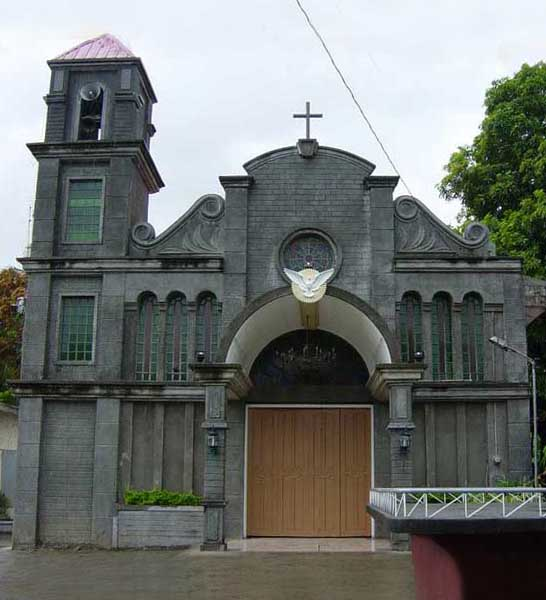